# 亀戸町
亀戸町（かめいどまち）は、東京府南葛飾郡にかつて存在した町である。現在の東京都江東区の東北部に位置していた。

## 沿革
- 1889年（明治22年）5月1日 - 町村制の施行に伴い、東京府南葛飾郡下8村の各一部と本所区の横十間川以東の区域が合併して亀戸村が発足（カッコ内は残部の編入先）。
  - 亀戸村の一部（東京市本所区、東京市深川区、吾嬬村、大島村）
  - 柳島村の一部（東京市本所区）
  - 深川出村飛地（大島村）
  - 北本所出村飛地（東京市本所区、大島村）
  - 南本所出村飛地（東京市本所区、大島村、砂村）
  - 小梅村飛地（東京市本所区、大島村）
  - 中ノ郷村飛地（大島村）
  - 押上村飛地（本所区）
  - 本所区：亀戸町、本所瓦町、本所五ノ橋町、本所松代町四丁目
- 1900年（明治33年）7月19日 - 亀戸村が町制施行して亀戸町となる。
- 1925年（大正14年）11月10日 - 12の大字名が整理統合され、大字一 - 九丁目となる。（小字は廃止される。）
- 1932年（昭和7年）10月1日 - 南葛飾郡全域が東京市に編入。亀戸町の区域は城東区となる。
  - 亀戸町の大字一 - 九丁目はそのまま城東区亀戸町一 - 九丁目の九か町になる。
- 1947年（昭和22年）3月15日 - 城東区が深川区と合併して江東区を新設。

## 町政

### 町長
- 鶴岡和文[1]

## 人口
- 1920年　 38,548
- 1925年　 57,321
- 1930年　 65,174

## 交通

### 鉄道
- 鉄道省（のち国鉄 → 現・JR東日本）
  - 総武本線：亀戸駅
- 東武鉄道
  - 亀戸線：亀戸駅 - 亀戸水神駅（現在とは位置が異なる） - 北十間駅（廃駅）
- 東京市電（のち東京都電車 → 廃線）
  - 小松川線、砂町線

## 現在の地名
亀戸